# 過去のサンリオピューロランド
過去のサンリオピューロランド（かこのサンリオピューロランド）は、1990年代のサンリオピューロランドの開園日（1990年12月6日<招待日を除く>）からの、「初期アトラクション」や「初期エンターテイメントショー」など過去の業務内容について触れる。

## 概略
1990年12月7日 (※スポンサー・報道関係社招待日12月6日を除く)に正式開園した「サンリオピューロランド」の初期アトラクション、初期エンターテイメントショー、初期レストラン(飲食設備)などの概略は以下の通りである。なお、サンリオピューロランドは日本初の屋内型テーマパークであり、日本型且つ都市近郊型テーマパークの先駆けとして開業した。

### 初期アトラクション
ピューロビレッジ(1階)
- ゴールの伝説

上映時間約12分(プレショー約8分)合計約20分、座席数156席、完全入替制。
- 夢のタイムマシン

ムービンクシートの正式名は「センソリウム」(3D動作と香りの複合システム)、1階座席式劇場、上映時間約7分、座席数206席、完全入替制。
- ピューロアドベンチャー

6人乗り回遊式ボート、乗船時間約8分。
- ディスカバリーシアター

1階座席式劇場、上映時間約17分、座席数238席、完全入替制。
- メルヘンシアター

1階座席式劇場、上映時間約20分、座席数351席、完全入替制。
ミニアトラクション
- 「キャンディファクトリー」(提供：森永製菓)
- 「写真のミニプラント」(提供：富士写真フイルム)
- 「アイスクリームファクトリー」(提供：雪印乳業)
- 「ブレッドファクトリー」(提供：フジパン)
- 「ジュースファクトリー」(提供：キリンビール)
- 「チョコレートファクトリー」(提供：森永製菓)
- 「ハローキティ ペーパー＆プリントワークス」(提供：大昭和製紙グループ/凸版印刷)
- 「電気のミニプラント」(提供：松下電器産業)

### 初期エンターテイメントショー
フェアリーランドレストラン
- 『魔法のクリスタル』 (公演時間 約25分、昼は短縮版(約15分)、夜は全長版(約25分)、完全入替制)

メルヘンシアター
- 『キングハッピー・ホリデー・フォーリーズ』(King Happy Holiday Follies)(メルヘンシアター/公演時間 約25分、完全入替制)

ピューロビレッジ
- 『サンリオスターライトパレード』(ピューロビレッジ/公演時間 約35分、自由観覧制)

### 初期飲食設備
ピューロビレッジ内
- フェアリーランドレストラン:

総料理長：松本誠(パリ「マキシム」、「ビバロア」等で修行、日本の一流レストランで10年以上総料理長を1990年12月- 2000年3月まで歴任)
グルメバザール、館のレストラン、フェアリーランドレストランを合わせ合計360種類のメニュー常備。夜のフェアリーランドレストランはライヴショーが楽しめるシアターレストランで、洞窟を抜けるとフェアリー(妖精)たちが棲んでいる神秘の森。メインメニューはルナ王女とヘリオス王子の晩餐メニュー。昼間はドリンク付きの「ショートショー」を観覧出来る。17時以降は予約制で「イブニングメニュー」を妖精たちがショー形式を交えサーブ(給仕)する。座席数は1階125席、2階67席 (※1階/2階共に予約制)
デイメニュー：
ビーフサンドイッチ(1皿5切セットタイプ)、ソフトドリンク(チョイス形式/全8種類)、季節のサラダ(1皿ボウル形式)が1組セット。価格1,500円(※ショー観覧料金を含む)
イブニングメニュー：
簡易型フレンチセット(アントレ、アペタイザー、ドリンク、パン、サラダ、デザートのセット)が1組セット。価格2,500円(※ショー観覧料金を含む)
※ https://mikawa-komachi.jp/people/matumotomakoto.html 「三河地方の深掘り情報サイト みかわこまち」
- グルメバザール(ピューロビレッジ併設1階/2階)

ピューロたちが初めて地球にやって来た頃、「グルメバザール」を市場にしていた場所。タコボール(たこ焼き)、手毬(てまり)ライス(おむすび)、ミックスガレット(お好み焼き)、キティサンド、タコス、ヌードル(麺類)、カレー各種、ピッツア各種、ハンバーガー各種、デザート各種、ソフトドリンク各種を提供。1階と2階の合計座席数は全413席。東洋水産提供。
ピューロランド4階
- フードマシンレストラン:

「ザ・グレートピューロフードマシン」が作り出す数々の料理をご堪能あれ。フードマシンたちが奏でるサラダの歌、料理の歌を聴きながら不思議な食体験が楽しめます。ランチはセルフサービス形式。洋食プレート、米飯ミニランチ、デザート類、ドリンク各種を提供。夜は食べ放題のビュッフェスタイル。サラダバー、魚料理バー、オードブルバー、デザートバー等の各所からチョイス可能。座席数は全340席。コカコーラ・ジャパン提供。
- 館のレストラン:

料理長：松本誠
中世ヨーロッパ貴族のお城をレストランとして仕立てた。ワインセラーのバーで食前酒で乾杯後、中庭のテーブルでフレンチスタイルの料理が楽しめる。シュミネ(暖炉)の前ではダイナミックな「クッキングショー」を開催。VIPルーム有。貴族の食体験がテーマの晩餐会が行われる。また、爵位に合わせたメニューがセレクトされ、季節毎に趣向を凝らしたメニューが展開される。使用食器はリモージュ社とウェッジウッド社の最高級品且つピューロランドオリジナル製。毎日「イブニングタイム」を夜23時まで設定し特別メニューを提供。館内パーティールーム完備。クリスマス会、誕生日会、結婚式にも様々に対応可能。座席数は全235席。
デイメニュー：
1名2,500円のバイキング形式。コールドビーフ(オーダーカッティング形式)、コールドチキン、コールドポークのセット、サラダ各種、ミートプレート各種、アントレ(チョイス形式)、アペタイザー(チョイス形式)、セレクトパスタ(全4種)、セレクトライスメニュー(全4種)、ソフトドリンク(全8種類)、チョイスデザート(日替り/全3種類)が1組当りのメニュー。
イブニングメニュー：
1名3,000円から5,000円の本格的フレンチメニュー(※アントレ、アペタイザー、肉料理各種、魚料理各種、各種サラダ、ドリンク類(酒類含む)各種、チョイスデザート各種)が1組当りのメニュー。セレクトタイプのアントレ(※メイン料理)によって価格変動するが、ドリンク類は基本的に自由選択制。時間無制限、且つ、途中離席可。

### 初期ショップ設備
ピューロビレッジ/1階
- ピューロビレッジ・メルヘンプラザ「ピューロビレッジショップ」

ピューロランドオリジナル商品とサンリオソフトドリンクとコンフェクショナリー(お菓子)のコーナーを併設。
- ハローキティ 「ペーパーワークスプラザ」

ステーショナリィ(文房具)、グリーティングカード各種、サンリオキャラクターペーパーグッズ各種を取り扱い。
- ピューロビレッジ「ショッピングワゴン」

ピューロランドオリジナルグッズなどを販売。
ピューロランド/2階
- ドリームプラザ「サンリオドリームショップ」

ピューロランドオリジナル商品やピューロランドだけの予約販売品「オリジナルコーナー」を展開。
ピューロランド/3階
- フェスティバルタウン「フェスティバルショップ」

館内最大のサンリオキャラクターグッズとピューロランドオリジナル商品が購入できる。
- レインボーロード内「ショッピングワゴン」

ピューロランド館外のレインボーロードにピューロ仕様の移動型ワゴンが回遊。ピューロオリジナルグッズ、オリジナルバルーン(風船)を販売。
ピューロランド/4階
- ラウンジコーナー「ティーテラス・ラウンジ」

毎日開園から閉園までオープン。世界各種の美味しいお茶とケーキ・デザート各種が楽しめる。座席数67席。

## 初期料金
個人
- ファンタスティックピューロパス

大人4,400円、中人4,000円、小人3,000円
入場券とアトラクションJOY券(JOY5が4枚、JOY1が10枚)のセット
- イブニングピューロパス

大人3,400円、中人3,100円、小人2,300円
入場券とアトラクションJOY券(JOY5が4枚、JOY1が10枚)のセット
※17時以降の入場に限る。
- ワンデーチケット

大人3,000円、中人2,700円、小人2,000円
入場及び無料のショーが楽しめる。
- イブニングチケット

大人2,000円、中人1,700円、小人1,300円
入場及び無料のショーが楽しめる。17時以降の入場に限る。
団体
- ファンタスティックピューログループパス

大人4,000円、中人3,600円、小人2,700円
入場券とアトラクションJOY券(JOY5が4枚、JOY1が10枚)のセット
※25名以上の事前予約制。
- イブニングピューログループパス

大人3,400円、中人3,100円、小人2,300円
入場券とアトラクションJOY券(JOY5が4枚、JOY1が10枚)のセット
※17時以降の入場に限る。
※25名以上の事前予約制。
- ファンタスティックピューロキャンパス

大人2,800円、中人2,500円、小人1,900円
入場券とアトラクションJOY券(JOY5が4枚、JOY1が10枚)のセット
※25名以上の事前予約制。学校公式行事の団体のみ適用。
※事前予約制。
※団体撮影用「メモリースポット」フォトコーナー常備。

### アトラクション券(JOY券)の利用額
※JOY1=100円、JOY5=500円換算。JOY券(ジョイチケット)は館内各所で現金と引き換えに購入可能。
- ピューロビレッジ・・・無料
- 知恵の木・・・無料
- チョコレートファクトリー・・・無料
- キャンディーファクトリー・・・無料
- ブレッドファクトリー・・・無料
- ジュースファクトリー・・・無料
- アイスクリームファクトリー・・・無料
- 電気のミニプラント・・・無料
- 写真のミニプラント・・・一部無料 (※記念写真1点当り撮影料金)・・・JOY5
- ハローキティ ペーパー&プリントワークス・・・JOY3
- メルヘンシアター・・・JOY5
- 夢のタイムマシン・・・JOY5
- ディスカバリーシアター・・・JOY5
- ピューロアドベンチャー・・・JOY5
- ゴールの伝説・・・JOY5
- フェアリーランドレストラン・・・JOY8 (※昼間営業時と夜間一部営業時に適用。JOY8は「ショー観覧時のみ」の料金。食事提供料金を除く)

※未使用のJOYチケットは次回来園時の営業時間内であれば使用可。

### JOY券導入の経緯
- JOY券(ジョイチケット)制を導入した経緯の根幹と基礎ノウハウに、過去1980年代初頭から1990年代初頭まで夏季開催した特別イベントサンリオフェスティバルに於けるチケットコントロール技術及び集客技術、集客ノウハウが活かされた為である。そもそも「紙タイプのチケット制」を導入する施策により、来館ゲストが低価格で好きなアトラクションを選択し回遊する目的があった事と、未使用のJOY券(JOYチケット)は再来館時に持参する事によって館内通貨として再使用可能であった為、リピーターゲストを獲得する目的もあった。JOY券のノウハウが後に1991年春に開業したハーモニーランドでも「DO券」(DOチケット)として、DO100=100円の園内通貨としても導入された。

### 初期シーズンテーマ
- 「歓迎のフェスタ」(1990年12月7日 - 1991年2月18日)
- 「花のカーニバル」(1991年2月21日 - 4月15日)
- 「風のファンタジー」(1991年4月17日 - 6月10日)
- 「星の伝説」(1991年6月13日 - 9月2日) ※発表後、イベント計画を凍結し中止。
- 「収穫のロンド」(1991年9月4日 - 11月11日) ※発表後、イベント計画を凍結し「ピューロランドハロウィン」に改題し開催。
- 「白のメルヘン」(1991年11月13日 - 1992年2月18日)※発表後、イベント計画を凍結し「サンリオピューロランドのクリスマス」に改題し開催。

### 初期イベント
- 「キャラクターグリーティング」(ピューロランド内各所で開催)
- 「ワンマンパペットショー」(ピューロビレッジ1階で不定期開催)
- 「おかしな博士とその助手ショー」(ディスカバリープラザで開催)
- 「マイムパフォーマンス(パントマイムショー)」(ピューロランド内各所で開催)
- 「ミュージカルパフォーマンス(弦楽生演奏など)」(館のレストラン内で開催)
- 「TWO TOO FARクラウン(ピエロによるパフォーマンス)」(ピューロランド内各所で開催)

### 初期ゲスト向けサービス
- ハンドスタンプサービス (当日のみの「再入園」ゲスト用サービス)
- 国際電話対応公衆電話サービス (1階、2階、3階、4階の各所に設置)
- メッセージサービス (紙伝言タイプのメッセージ取次サービス/3階で対応)
- ベビーセンター (1階/1箇所)
- 迷子センター、救護センター (1階/1箇所ずつ)
- クロークサービス (傘クローク。無料/3階で対応)
- ギフトコーナー (サンリオ商品の包装・発送サービス/3階、2階、1階で対応)
- ATMコーナー (現金引出機/三菱銀行・太陽神戸三井銀行/3階専用機で対応)
- ウェルカムステーション (団体バス、ピューロランド行シャトルバス発着対応/1階)
- 郵便サービス (専用郵便箱を設置、切手有料/サンリオスタンプは無料/手数料なし/1階ペーパーワークスプラザで対応)
- 休憩スペース (園内各所に設置)